# Copa espanyola de bàsquet masculina
La Copa d'Espanya de bàsquet, actualment anomenada Copa del Rei ACB, és la segona competició espanyola de bàsquet en importància, i és organitzada per l'ACB. Data de l'any 1933, on s'enfrontaren els campions i subcampions del Campionat de Catalunya (competició degana a Espanya) i del Campionat del Centre. Actualment la disputen els set millor classificats de la Lliga ACB al final de la primera ronda de la fase regular i un club organitzador.
Aquesta competició va començar anomenant-se Campionat d'Espanya, denominació que va mantenir fins a la dècada dels 40, amb l'arribada del franquisme, quan va començar a anomenar-se Copa del Generalíssim. El 1976, un cop instaurada la monarquia novament a Espanya, passa a ser la Copa del Rei, afegint «ACB» al darrere el 1983.
El dominador de la competició és el Reial Madrid amb vint-i-vuit títols, seguit del Futbol Club Barcelona amb vint-i-set. Altres clubs catalans que han guanyat la Copa són el Club Joventut Badalona, Bàsquet Manresa, Club Esportiu Laietà, Picadero Jockey Club, Club Bàsquet L'Hospitalet, Reial Club Deportiu Espanyol i Société Patrie.

## Historial
| En negreta = Equip guanyador (1) = Nombre de títols (prò.) = Pròrroga |

| Edició                                                                    | Temp.                     | Data                      | Campió                    | Res.                      | Subcampió                 | Seu                                            | Ref.                      |
| Copa d'Espanya de bàsquet                                                 | Copa d'Espanya de bàsquet | Copa d'Espanya de bàsquet | Copa d'Espanya de bàsquet | Copa d'Espanya de bàsquet | Copa d'Espanya de bàsquet | Copa d'Espanya de bàsquet                      | Copa d'Espanya de bàsquet |
| ------------------------------------------------------------------------- | ------------------------- | ------------------------- | ------------------------- | ------------------------- | ------------------------- | ---------------------------------------------- | ------------------------- |
| I                                                                         | 1933-34                   | 29-10-1933                | Rayo Club (1)             | 21-11                     | Madrid Basket-Ball        | Jardines del Cine Goya, Madrid                 | [ 1 ]                     |
| II                                                                        | 1934-35                   | 13-10-1935                | SS Patrie (1)             | 23-19                     | Rayo Club                 | Parc de Montjuïc, Barcelona                    | [ 2 ]                     |
| III                                                                       | 1935-36                   | 17-05-1936                | Rayo Club (2)             | 23-20                     | SS Patrie                 | Frontón Recoletos, Madrid                      |                           |
| no es disputa entre 1937 i 1939 per l'esclat de la Guerra Civil Espanyola |                           |                           |                           |                           |                           |                                                |                           |
| Copa del Generalíssim de bàsquet                                          |                           |                           |                           |                           |                           |                                                |                           |
| IV                                                                        | 1939-40                   | 30-06-1940                | CB L'Hospitalet (1)       | 20-17                     | Atlètic Bàsquet Club      | Pista de Sarrià, Barcelona                     | [ 3 ]                     |
| V                                                                         | 1940-41                   | 15-06-1941                | RCD Espanyol (1)          | 35-24                     | CB L'Hospitalet           | Frontón Fiesta Alegre, Madrid                  | [ 4 ]                     |
| VI                                                                        | 1941-42                   | 29-06-1942                | CE Laietà (1)             | 30-28                     | FC Barcelona              | Frontón Aragonés, Saragossa                    |                           |
| VII                                                                       | 1942-43                   | 27-06-1943                | FC Barcelona (1)          | 27-25                     | CE Laietà                 | Frontó Balear, Palma                           |                           |
| VIII                                                                      | 1943-44                   | 28-06-1944                | CE Laietà (2)             | 33-18                     | Reial Madrid              | Pista de Vista Alegre, Vigo                    |                           |
| IX                                                                        | 1944-45                   | 28-07-1945                | FC Barcelona (2)          | 37-34                     | CE Laietà                 | Pista Gran Via, Barcelona                      |                           |
| X                                                                         | 1945-46                   | 30-06-1946                | FC Barcelona (3)          | 44-35                     | UE Montgat                | Plaça de toros de les Arenes, Barcelona        |                           |
| XI                                                                        | 1946-47                   | 13-07-1947                | FC Barcelona (4)          | 39-25                     | CB Canarias de Madrid     | Pista del CN Helios, Saragossa                 |                           |
| XII                                                                       | 1947-48                   | 16-05-1948                | Joventut de Badalona (1)  | 41-32                     | Reial Madrid              | Campo Instituto General Yagüe, Burgos          |                           |
| XIII                                                                      | 1948-49                   | N/D                       | FC Barcelona (5)          | lligueta                  | Reial Madrid              | Palau Club América, Madrid                     |                           |
| XIV                                                                       | 1949-50                   | 07-05-1950                | FC Barcelona (6)          | 46-39                     | Joventut de Badalona      | Plaça de toros de les Arenes, Barcelona        |                           |
| XV                                                                        | 1950-51                   | 13-06-1951                | Reial Madrid (1)          | 47-36                     | FC Barcelona              | Frontón Gros, Sant Sebastià                    |                           |
| XVI                                                                       | 1951-52                   | 25-05-1952                | Reial Madrid (2)          | 43-31                     | Joventut de Badalona      | Plaça de bous d'Alacant                        |                           |
| XVII                                                                      | 1952-53                   | 31-05-1953                | Joventut de Badalona (2)  | 41-39                     | Reial Madrid              | Pista del Colegio San José, Valladolid         |                           |
| XVIII                                                                     | 1953-54                   | 06-06-1954                | Reial Madrid (3)          | 56-41                     | Joventut de Badalona      | Frontón Fiesta Alegre, Madrid                  |                           |
| XIX                                                                       | 1954-55                   | 05-06-1955                | Joventut de Badalona (3)  | 59-44                     | Reial Madrid              | Pavelló de l'Esport, Barcelona                 |                           |
| XX                                                                        | 1955-56                   | 17-06-1956                | Reial Madrid (4)          | 59-55                     | CB Aismalíbar             | Frontón Fiesta Alegre, Madrid                  |                           |
| XXI                                                                       | 1956-57                   | 16-06-1957                | Reial Madrid (5)          | 54-50                     | CB Aismalíbar             | Pista de Vista Alegre, Vigo                    |                           |
| XXII                                                                      | 1957-58                   | 15-06-1958                | Joventut de Badalona (4)  | 75-69                     | Reial Madrid              | Pista del CN Helios, Saragossa                 |                           |
| XXIII                                                                     | 1958-59                   | 20-06-1959                | FC Barcelona (7)          | 50-36                     | CB Aismalíbar             | Palau d'Esports de Barcelona                   |                           |
| XXIV                                                                      | 1959-60                   | 29-05-1960                | Reial Madrid (6)          | 76-64                     | CD Hesperia de Madrid     | Frontón Fiesta Alegre, Madrid                  |                           |
| XXV                                                                       | 1960-61                   | 28-05-1961                | Reial Madrid (7)          | 76-51                     | FC Barcelona              | Frontón Deportivo, Bilbao                      |                           |
| XXVI                                                                      | 1961-62                   | 06-05-1962                | Reial Madrid (8)          | 80-66                     | CB Estudiantes            | Palau d'Esports de Barcelona                   |                           |
| XXVII                                                                     | 1962-63                   | 19-05-1963                | CB Estudiantes (1)        | 94-90                     | Reial Madrid              | Frontón Urumea, Sant Sebastià                  |                           |
| XXVIII                                                                    | 1963-64                   | 03-05-1964                | Picadero JC (1)           | 94-90                     | CB Aismalíbar             | Palau d'Esports de Lugo                        | [ 5 ]                     |
| XXIX                                                                      | 1964-65                   | 02-05-1965                | Reial Madrid (9)          | 102-82                    | Náutico de Tenerife       | Pavelló d'Esports de Salamanca                 |                           |
| XXX                                                                       | 1965-66                   | 19-06-1966                | Reial Madrid (10)         | 62-61                     | Joventut de Badalona      | Pavelló de la Sagrada Família, Terrassa        |                           |
| XXXI                                                                      | 1966-67                   | 28-05-1967                | Reial Madrid (11)         | 85-80                     | SD Kas Vitòria            | Frontón Vitoriano, Vitòria                     |                           |
| XXXII                                                                     | 1967-68                   | 26-05-1968                | Picadero JC (2)           | 85-80                     | Joventut de Badalona      | Pavelló d'Esports de Gijón                     |                           |
| XXXIII                                                                    | 1968-69                   | 01-06-1969                | Joventut de Badalona (5)  | 82-81                     | Reial Madrid              | Pavelló d'Esports d'Ourense                    |                           |
| XXXIV                                                                     | 1969-70                   | 23-04-1970                | Reial Madrid (12)         | 102-90                    | Joventut de Badalona      | Palau d'Esports de Lleó                        |                           |
| XXXV                                                                      | 1970-71                   | 23-04-1971                | Reial Madrid (13)         | 72-63                     | Joventut de Badalona      | Pavelló d'Esports de Vitòria                   |                           |
| XXXVI                                                                     | 1971-72                   | 13-04-1972                | Reial Madrid (14)         | 92-77                     | Joventut de Badalona      | Palau d'Esports de Riazor, La Corunya          |                           |
| XXXVII                                                                    | 1972-73                   | 31-05-1973                | Reial Madrid (15)         | 126-87                    | Estudiantes Monteverde    | Pavelló Poliesportiu La Salle, Paterna         |                           |
| XXXVIII                                                                   | 1973-74                   | 25-05-1974                | Reial Madrid (16)         | 87-85                     | Joventut Schweppes        | Palau d'Esports d'Alacant                      |                           |
| XXXIX                                                                     | 1974-75                   | 26-04-1975                | Reial Madrid (17)         | 114-85                    | Estudiantes Monteverde    | Pavelló Poliesportiu de Jaén                   |                           |
| XL                                                                        | 1975-76                   | 02-05-1976                | Joventut Schweppes (6)    | 99-88                     | Reial Madrid              | Pavelló Municipal de Cartagena                 |                           |
| Copa del Rei de bàsquet                                                   |                           |                           |                           |                           |                           |                                                |                           |
| XLI                                                                       | 1976-77                   | 26-06-1977                | Reial Madrid (18)         | 97-71                     | FC Barcelona              | Palau d'Esports de Mallorca, Palma             |                           |
| XLII                                                                      | 1977-78                   | 04-06-1978                | FC Barcelona (8)          | 103-96                    | Reial Madrid              | Palau d'Esports de Saragossa                   |                           |
| XLIII                                                                     | 1978-79                   | 12-04-1979                | FC Barcelona (9)          | 130-113                   | CB Tempus                 | Pavelló Anaitasuna, Pamplona                   |                           |
| XLIV                                                                      | 1979-80                   | 03-04-1980                | FC Barcelona (10)         | 92-83                     | Bàsquet Manresa           | Pavelló Punta Arnela, Ferrol                   |                           |
| XLV                                                                       | 1980-81                   | 29-04-1981                | FC Barcelona (11)         | 106-90                    | Reial Madrid              | Pavelló Municipal d'Almeria                    |                           |
| XLVI                                                                      | 1981-82                   | 03-06-1982                | FC Barcelona (12)         | 110-108                   | Reial Madrid              | Pavelló d'Entrepuentes, Badajoz                |                           |
| XLVII                                                                     | 1982-83                   | 28-04-1983                | FC Barcelona (13)         | 125-93                    | CB Inmobanco              | Pavelló Municipal de Palència                  |                           |
| Copa del Rei ACB                                                          |                           |                           |                           |                           |                           |                                                |                           |
| XLVIII                                                                    | 1983-84                   | 01-12-1983                | CAI Zaragoza (1)          | 81-78                     | FC Barcelona              | Palau dels Esport de Saragossa                 | [ 6 ]                     |
| XLIX                                                                      | 1984-85                   | 28-11-1984                | Reial Madrid (19)         | 90-76                     | Ron Negrita Joventut      | Pavelló d'Ausiàs March, Badalona               | [ 7 ]                     |
| L                                                                         | 1985-86                   | 19-12-1985                | Reial Madrid (20)         | 87-79                     | Ron Negrita Joventut      | Palau Blaugrana, Barcelona                     | [ 8 ]                     |
| LI                                                                        | 1986-87                   | 16-12-1986                | FC Barcelona (14)         | 110-102                   | Ron Negrita Joventut      | Palau Municipal d'Esports, Santa Cruz          | [ 9 ]                     |
| LII                                                                       | 1987-88                   | 21-12-1987                | FC Barcelona (15)         | 84-83                     | Reial Madrid              | Polideportivo Pisuerga, Valladolid             | [ 10 ]                    |
| LIII                                                                      | 1988-89                   | 17-12-1988                | Reial Madrid (21)         | 85-81                     | FC Barcelona              | Pazo dos Deportes de Riazor, La Corunya        | [ 11 ]                    |
| LIV                                                                       | 1989-90                   | 13-02-1990                | CAI Zaragoza (2)          | 76-69                     | Montigalà Joventut        | Centro Insular de Deportes, Las Palmas         |                           |
| LV                                                                        | 1990-91                   | 25-02-1991                | FC Barcelona (16)         | 67-65                     | Estudiantes CP            | Pavelló Príncipe Felipe, Saragossa             |                           |
| LVI                                                                       | 1991-92                   | 08-03-1992                | Estudiantes CP (2)        | 61-56                     | CAI Zaragoza              | Palau d'Esports de Granada                     |                           |
| LVII                                                                      | 1992-93                   | 07-03-1993                | Reial Madrid (22)         | 74-71                     | Joventut Marbella         | Coliseum da Coruña, La Corunya                 |                           |
| LVIII                                                                     | 1993-94                   | 06-03-1994                | FC Barcelona (17)         | 86-75                     | Taugrés Baskonia          | Palau d'Esports San Pablo, Sevilla             |                           |
| LIX                                                                       | 1994-95                   | 05-03-1995                | Taugrés Baskonia (1)      | 88-80                     | Amway Zaragoza            | Palau d'Esports de Granada                     |                           |
| LX                                                                        | 1995-96                   | 25-02-1996                | TDK Manresa (1)           | 94-92                     | FC Barcelona              | Palau d'Esports de Múrcia                      |                           |
| LXI                                                                       | 1996-97                   | 03-02-1997                | Festina Joventut (7)      | 79-71                     | Cáceres CB                | Palau d'Esports de Lleó                        |                           |
| LXII                                                                      | 1997-98                   | 02-02-1998                | Pamesa Valencia (1)       | 89-75                     | Pinturas Bruguer          | Polideportivo Pisuerga, Valladolid             |                           |
| LXIII                                                                     | 1998-99                   | 01-02-1999                | TAU Ceràmica (2)          | 70-61                     | Caja San Fernando         | Pavelló Font de Sant Lluís, València           |                           |
| LXIV                                                                      | 1999-00                   | 31-01-2000                | Adecco Estudiantes (3)    | 73-63                     | Pamesa Valencia           | Araba Arena, Vitòria                           |                           |
| LXV                                                                       | 2000-01                   | 18-03-2001                | FC Barcelona (18)         | 80-77                     | Reial Madrid              | Palau Martín Carpena, Màlaga                   |                           |
| LXVI                                                                      | 2001-02                   | 17-03-2002                | TAU Ceràmica (3)          | 85-83                     | FC Barcelona              | Fernando Buesa Arena, Vitòria                  |                           |
| LXVII                                                                     | 2002-03                   | 23-02-2003                | FC Barcelona (19)         | 84-78                     | TAU Ceràmica              | Pavelló Font de Sant Lluís, València           |                           |
| LXVIII                                                                    | 2003-04                   | 29-02-2004                | TAU Ceràmica (4)          | 81-77                     | DKV Joventut              | Palau d'Esports de Sevilla                     |                           |
| LXIX                                                                      | 2004-05                   | 20-02-2005                | Unicaja Màlaga (1)        | 80-76                     | Reial Madrid              | Pavelló Príncipe Felipe, Saragossa             |                           |
| LXX                                                                       | 2005-06                   | 19-02-2006                | TAU Ceràmica (5)          | 85-80                     | Pamesa València           | Palau de la Comunitat de Madrid                |                           |
| LXXI                                                                      | 2006-07                   | 11-02-2007                | Winterthur Barcelona (20) | 69-53                     | Reial Madrid              | Palau Martín Carpena, Màlaga                   |                           |
| LXXII                                                                     | 2007-08                   | 10-02-2008                | DKV Joventut (8)          | 82-80                     | TAU Ceràmica              | Fernando Buesa Arena, Vitòria                  |                           |
| LXXIII                                                                    | 2008-09                   | 22-02-2009                | TAU Ceràmica (6)          | 100-98                    | Unicaja Màlaga            | Palau de la Comunitat de Madrid                |                           |
| LXXIV                                                                     | 2009-10                   | 21-02-2010                | Regal FC Barcelona (21)   | 80-61                     | Reial Madrid              | Bizkaia Arena, Bilbao                          |                           |
| LXXV                                                                      | 2010-11                   | 13-02-2011                | Regal FC Barcelona (22)   | 68-60                     | Reial Madrid              | Palau de la Comunitat de Madrid                |                           |
| LXXVI                                                                     | 2011-12                   | 19-02-2012                | Reial Madrid (23)         | 91-74                     | Regal FC Barcelona        | Palau Sant Jordi, Barcelona                    |                           |
| LXXVII                                                                    | 2012-13                   | 10-02-2013                | Regal FC Barcelona (23)   | 85-69                     | València BC               | Fernando Buesa Arena, Vitòria                  |                           |
| LXXVIII                                                                   | 2013-14                   | 09-02-2014                | Reial Madrid (24)         | 77-76                     | FC Barcelona Lassa        | Palau Martín Carpena, Màlaga                   |                           |
| LXXIX                                                                     | 2014-15                   | 22-02-2015                | Reial Madrid (25)         | 77-71                     | FC Barcelona Lassa        | Gran Canaria Arena, Las Palmas de Gran Canaria |                           |
| LXXX                                                                      | 2015-16                   | 21-02-2016                | Reial Madrid (26)         | 85-81                     | CB Gran Canaria           | Coliseum da Coruña                             |                           |
| LXXXI                                                                     | 2016-17                   | 21-02-2017                | Reial Madrid (27)         | 97-95                     | València Basket           | Fernando Buesa Arena, Vitòria                  |                           |
| LXXXII                                                                    | 2017-18                   | 18-02-2018                | FC Barcelona (24)         | 92-90                     | Reial Madrid              | Centro Insular de Deportes, Las Palmas         |                           |
| LXXXIII                                                                   | 2018-19                   | 17-02-2019                | FC Barcelona (25)         | 94-93                     | Reial Madrid              | WiZink Center, Madrid                          | [ 12 ]                    |
| LXXXIV                                                                    | 2019-20                   | 16-02-2020                | Reial Madrid (28)         | 95-68                     | Unicaja Màlaga            | Palau Martín Carpena, Màlaga                   | [ 13 ]                    |
| LXXXV                                                                     | 2020-21                   | 14-02-2021                | FC Barcelona (26)         | 88-73                     | Reial Madrid              | WiZink Center, Madrid                          | [ 14 ]                    |
| LXXXVI                                                                    | 2021-22                   | 20-02-2022                | FC Barcelona (27)         | 64-59                     | Reial Madrid              | Palau Municipal d'Esports de Granada           | [ 15 ]                    |
| LXXXVII                                                                   | 2022-23                   | 19-02-2023                | Unicaja Màlaga (2)        | 83-80                     | Lenovo Tenerife           | Pavelló Olímpic de Badalona                    |                           |
| LXXXVIII                                                                  | 2023-24                   | 18-02-2024                | Reial Madrid (29)         | 96-85                     | FC Barcelona              | Palau Martín Carpena, Màlaga                   |                           |
| LXXXIX                                                                    | 2024-25                   | 16-02-2025                | Unicaja Màlaga (3)        | 93-79                     | Reial Madrid              | Gran Canaria Arena, Las Palmas de Gran Canaria |                           |

## Palmarès
| Equip                             | Campió | Subcampió | Finals | Anys campió | Anys subcampió |
| --------------------------------- | ------ | --------- | ------ | --- | --- |
| Reial Madrid Club de Futbol       | 29     | 24        | 53     | 1951, 1952, 1954, 1956, 1957, 1960, 1961, 1962, 1965, 1966, 1967, 1970, 1971, 1972, 1973, 1974, 1975, 1977, 1985, 1986, 1989, 1993, 2012, 2014, 2015, 2016, 2017, 2020, 2024 | 1934, 1944, 1948, 1949, 1953, 1955, 1958, 1963, 1969, 1976, 1978, 1981, 1982, 1988, 2001, 2005, 2007, 2010, 2011, 2018, 2019, 2021, 2022, 2025 |
| Futbol Club Barcelona             | 27     | 12        | 39     | 1943, 1945, 1946, 1947, 1949, 1950, 1959, 1978, 1979, 1980, 1981, 1982, 1983, 1987, 1988, 1991, 1994, 2001, 2003, 2007, 2010, 2011, 2013, 2018, 2019, 2021, 2022             | 1942, 1951, 1961, 1977, 1984, 1989, 1996, 2002, 2012, 2014, 2015, 2024                                                                         |
| Club Joventut de Badalona         | 8      | 16        | 24     | 1948, 1953, 1955, 1958, 1969, 1976, 1997, 2008 | 1950, 1952, 1954, 1966, 1968, 1970, 1971, 1972, 1974, 1985, 1986, 1987, 1990, 1993, 1998, 2004                                                 |
| Saski Baskonia                    | 6      | 3         | 9      | 1995. 1999, 2002, 2004, 2006, 2009 | 1994, 2003, 2008 |
| Club Baloncesto Estudiantes       | 3      | 4         | 7      | 1963, 1992, 2000 | 1962, 1973, 1975, 1991 |
| Club Baloncesto Málaga            | 3      | 2         | 5      | 2005, 2023, 2025 | 2009, 2020 |
| Club Esportiu Laietà              | 2      | 2         | 4      | 1942, 1944 | 1943, 1945 |
| Club Baloncesto Zaragoza          | 2      | 2         | 4      | 1984, 1990 | 1992, 1995 |
| Rayo Club                         | 2      | 1         | 3      | 1934, 1936 | 1935 |
| Picadero Jockey Club              | 2      | 0         | 0      | 1964, 1968 | ― |
| València Basket Club              | 1      | 4         | 5      | 1998 | 2000, 2006, 2013, 2017 |
| Société Patrie                    | 1      | 1         | 2      | 1935 | 1936 |
| Club Bàsquet L'Hospitalet         | 1      | 1         | 2      | 1940 | 1941 |
| Bàsquet Manresa                   | 1      | 1         | 2      | 1996 | 1980 |
| Reial Club Deportiu Espanyol      | 1      | 0         | 1      | 1941 | — |
| Club Bàsquet Aismalíbar           | 0      | 4         | 4      | — | 1956, 1957, 1959, 1964 |
| Club Baloncesto Inmobanco         | 0      | 2         | 2      | — | 1979, 1983 |
| Atlètic Bàsquet Club              | 0      | 1         | 1      | — | 1940 |
| Unió Esportiva Montgat            | 0      | 1         | 1      | — | 1946 |
| Club Deportivo Hesperia           | 0      | 1         | 1      | — | 1960 |
| Real Club Náutico de Tenerife     | 0      | 1         | 1      | — | 1965 |
| Sociedad Deportiva Kas            | 0      | 1         | 1      | — | 1967 |
| Cáceres Club Baloncesto           | 0      | 1         | 1      | — | 1997 |
| Club Deportivo Baloncesto Sevilla | 0      | 1         | 1      | — | 1999 |
| Club Baloncesto Gran Canaria      | 0      | 1         | 1      | — | 2016 |
| Lenovo Tenerife                   | 0      | 1         | 1      | — | 2023 |

## Llista de MVP de la Final
| Edició   | Temporada | MVP Final                 | Equip campió         | Ref.   |
| -------- | --------- | ------------------------- | -------------------- | ------ |
| XLVIII   | 1983-84   | Kevin Magee (CAI)         | CAI Zaragoza         | [ 16 ] |
| LIV      | 1989-90   | Mark Davis (CAI)          | CAI Zaragoza         |        |
| LV       | 1990-91   | Juan Antonio Orenga (EST) | FC Barcelona         |        |
| LVI      | 1991-92   | John Pinone (EST)         | Estudiantes CP       |        |
| LVII     | 1992-93   | Joe Arlauckas (MAD)       | Reial Madrid         |        |
| LVIII    | 1993-94   | Velimir Perasović (TAU)   | FC Barcelona         |        |
| LIX      | 1994-95   | Pablo Laso (TAU)          | Taugrés Baskonia     |        |
| LX       | 1995-96   | Joan Creus (MAN)          | TDK Manresa          |        |
| LXI      | 1996-97   | Andre Turner (JOV)        | Festina Joventut     |        |
| LXII     | 1997-98   | Nacho Rodilla (VAL)       | Pamesa Valencia      |        |
| LXIII    | 1998-99   | Elmer Bennett (TAU)       | TAU Ceràmica         |        |
| LXIV     | 1999-00   | Alfonso Reyes (EST)       | Adecco Estudiantes   |        |
| LXV      | 2000-01   | Pau Gasol (FCB)           | FC Barcelona         |        |
| LXVI     | 2001-02   | Dejan Tomašević (TAU)     | TAU Ceràmica         |        |
| LXVII    | 2002-03   | Dejan Bodiroga (FCB)      | FC Barcelona         |        |
| LXVIII   | 2003-04   | Rudy Fernández (JOV)      | TAU Ceràmica         |        |
| LXIX     | 2004-05   | Jorge Garbajosa (UNI)     | Unicaja Màlaga       |        |
| LXX      | 2005-06   | Pablo Prigioni (TAU)      | TAU Ceràmica         |        |
| LXXI     | 2006-07   | Jordi Trias (FCB)         | Winterthur Barcelona |        |
| LXXII    | 2007-08   | Rudy Fernández (JOV)      | DKV Joventut         |        |
| LXXIII   | 2008-09   | Mirza Teletovic (TAU)     | TAU Ceràmica         |        |
| LXXIV    | 2009-10   | Fran Vázquez (FCB)        | Regal FC Barcelona   |        |
| LXXV     | 2010-11   | Alan Anderson (FCB)       | Regal FC Barcelona   |        |
| LXXVI    | 2011-12   | Sergio Llull (MAD)        | Reial Madrid         |        |
| LXXVII   | 2012-13   | Pete Mickeal (FCB)        | Regal FC Barcelona   |        |
| LXXVIII  | 2013-14   | Nikola Mirotić (MAD)      | Reial Madrid         |        |
| LXXIX    | 2014-15   | Rudy Fernández (MAD)      | Reial Madrid         |        |
| LXXX     | 2015-16   | Gustavo Ayón (MAD)        | Reial Madrid         |        |
| LXXXI    | 2016-17   | Sergio Llull (MAD)        | Reial Madrid         |        |
| LXXXII   | 2017-18   | Thomas Heurtel (FCB)      | FC Barcelona Lassa   |        |
| LXXXIII  | 2018-19   | Thomas Heurtel (FCB)      | FC Barcelona         | [ 12 ] |
| LXXXIV   | 2019-20   | Facundo Campazzo (RM)     | Reial Madrid         | [ 13 ] |
| LXXXV    | 2020-21   | Cory Higgins (FCB)        | FC Barcelona         | [ 14 ] |
| LXXXVI   | 2021-22   | Nikola Mirotić (FCB)      | FC Barcelona         | [ 15 ] |
| LXXXVII  | 2022-23   | Tyson Carter (UNI)        | Unicaja Màlaga       |        |
| LXXXVIII | 2023-24   | Facundo Campazzo (RM)     | Reial Madrid         |        |
| LXXXIX   | 2024-25   | Kendrick Perry (UNI)      | Unicaja Màlaga       |        |